# Finále Davis Cupu 2012
Finále Davis Cupu 2012 představovalo vyvrcholení  101. ročníku největší mužské týmové soutěže v tenisu. Úvodní ročník Davis Cupu proběhl v roce 1900, kdy spolu sehrály utkání jediné dva týmy v soutěži: Spojené státy a Velká Británie. V nejvyšší šestnáctičlenné úrovni – Světové skupině – se do finále v roce 2012 probojoval obhájce titulu Španělsko a jeho vyzyvatel Česká republika.
Finále se konalo ve dnech 16. až 18. listopadu 2012 v pražské O2 areně, která se stala první halou na světě, jež hostila v témže roce rozhodující střetnutí ženské i mužské soutěže – Fed Cupu i Davis Cupu. O čtrnáct dnů dříve v ní český fedcupový tým porazil ve finále ženské soutěže družstvo Srbska 3:1 na zápasy a obhájil tak titul.
Vítězem jubilejního 100. finále se stala Česká republika, když porazila Španělsko 3:2 na zápasy. Stala se tak první zemí v historii tenisu, která v jediném roce vyhrála Davis Cup, Fed Cup i Hopman Cup.

## Pozadí

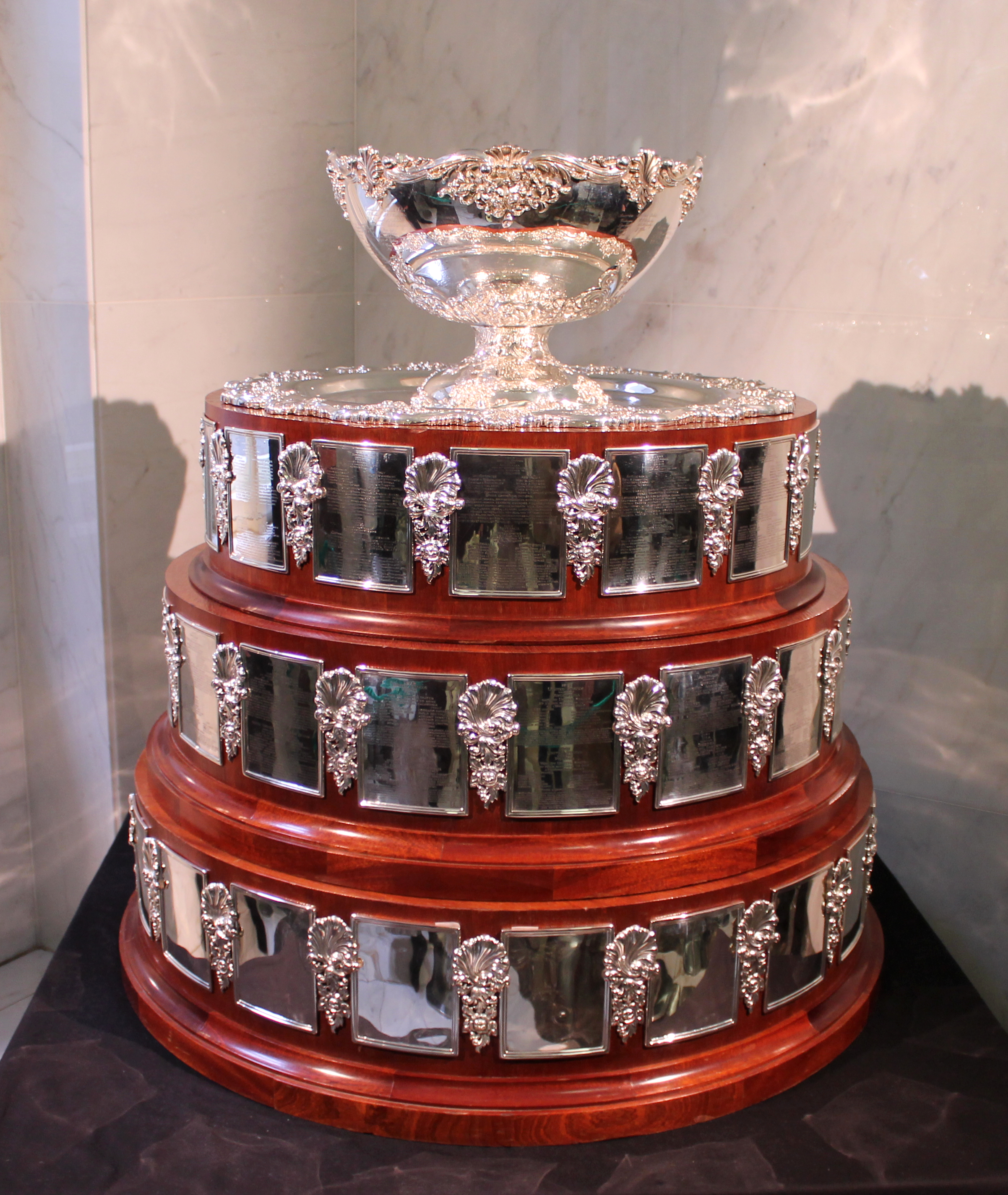
Davisův pohár, listopad 2012, Praha

Španělsko obhajovalo vítězství z předchozího ročníku, když ve finále zdolalo na sevillské antuce Argentinu poměrem 3:1. Od roku 2000 tak získalo pátý titul a představovalo nejúspěšnější tým předešlé dekády.
První ročník soutěže odehráli španělští tenisté v roce 1921. V letech 1965 a 1967 se probojovali do finále, pohár však nezískali. Premiérového titulu se Španělé dočkali až v roce 2000. V roce 2003 neuspěli ve finále, pak však přišlo skvělé období, během kterého vybojovali další čtyři tituly v letech 2004, 2008, 2009 a 2011. Většině týmových statistik vévodil Manuel Santana.
Česká republika od rozdělení československého státu na konci roku 1992 nevyhrála žádný titul. V roce 2009 se probojovala do finále proti Španělsku, kde na barcelonské antuce podlehla 0:5 na zápasy. Mezinárodní tenisová federace pojímá český tým jako nástupce československého daviscupového družstva, které v soutěži startovalo pravidelně od roku 1921. Do statistik jsou tak české reprezentaci připsány všechny výsledky od tohoto data, včetně jediného titulu, který českoslovenští tenisté vyhráli v roce 1980 a finále 1975, z něhož odešli jako poražení. Na nejvíce výher v soutěži dosáhl Jan Kodeš (60), největší počet vítězných dvouher pak zaznamenal Roderich Menzel (40).

### Utkání českého a španělského týmu
Český tým se v minulosti utkal se Španělskem šestkrát, z toho čtyři utkání odehrál pod hlavičkou Československa. Španělé měli vzájemnou bilanci aktivní, když zvítězili čtyřikrát a dvakrát odešli poraženi.
Československo – Španělsko 3:2
- 1. – 3. května 1931, 1. kolo Evropské zóny, neznámý povrch, Praha, Československo[4]

1:0, R. Menzel vs. E. Maier, 6–3, 6–2, 6–3
2:0, L. Hecht vs. M. Alonso-Areyzaga, 6–3, 4–6, 7–5, 0–6, 6–1
2:1, R. Menzel / F. Rohrer vs. M. Alonso-Areyzaga / E. Maier, 1–6, 7–9, 1–6
2:2, L. Hecht vs. E. Maier, 6–4, 3–6, 4–6, 4–6
3:2, R. Menzel vs. M. Alonso-Areyzaga, 6–8, 6–2, 6–1, 6–3
Španělsko – Československo 4:1
- 16. – 18. července 1965, semifinále Evropské zóny, antuka, Praha, Československo[5]

0:1, M. Holeček vs. J. Gisbert, 3–6, 1–6, 4–6
0:2, J. Javorský vs. M. Santana, 3–6, 4–6, 4–6
0:3, J. Javorský / M. Holeček vs. J. Arilla / M. Santana, 2–6, 2–6, 3–6
1:3, J. Javorský vs. J. Gisbert, 4–6, 6–2, 4–6, 6–2, 7–5
1:4, M. Holeček vs. M. Santana, 1–6, 4–6, 4–6
Československo – Španělsko 3:2
- 16. – 18. července 1971, finále Evropské zóny A, antuka, Praha, Československo[6]

0:1, F. Pála vs. M. Orantes, 6–2, 4–6, 2–6, 5–7
1:1, J. Kodeš vs. J. Gisbert, 6–3, 4–6, 9–7, 7–5
1:2, J. Kodeš / J. Kukal vs. J. Gisbert / M. Orantes, 4–6, 9–11, 4–6
2:2, F. Pála vs. J. Gisbert, 6–0, 6–1, 6–1
3:2, J. Kodeš vs. M. Orantes, 7–5, 4–6, 7–5, 6–4
Španělsko – Československo 3:2
- 21. – 21. července 1972, finále Evropské zóny B, antuka, Barcelona, Španělsko[7]

1:0, J. Gisbert vs. J. Kodeš, 8–6, 6–4, 5–7, 0–6, 6–4
1:1, M. Orantes vs. F. Pála, 5–7, 4–6, 6–0, 7–5, 4–6
2:1, J. Gisbert / M. Orantes vs. J. Kodeš / J. Kukal, 10–12, 6–2, 7–5, 6–4
3:1, J. Gisbert vs. F. Pála, 6–3, 6–3, 4–6, 6–0
3:2, A. Muňoz vs. J. Hřebec, 4–6, 0–6, 3–6
Španělsko – Česko 3:2
- 6. – 8. února 2004, 1. kolo Světové skupiny, tvrdý / Taraflex (hala), Výstaviště – hala B, Brno, Česko[8]

1:0, J. Novák vs. R. Nadal, 7–62, 6–3, 7–63
1:1, R. Štěpánek vs. T. Robredo, 5–7, 6–3, 64–7, 67–7
2:1, J. Novák / R. Štěpánek vs. R. Nadal / T. Robredo, 6–4, 7–66, 6–3
2:2, T. Berdych vs. F. López, 4–6, 7–62, 3–6, 2–6
2:3, R. Štěpánek vs. R. Nadal, 62–7, 64–7, 3–6
Španělsko – Česko 5:0
- 4. – 6. prosince 2009, finále Světové skupiny, antuka (hala), Palau Sant Jordi, Barcelona, Španělsko[9]

1:0, R. Nadal vs. T. Berdych, 7–5, 6–0, 6–2
2:0, D. Ferrer vs. R. Štěpánek, 1–6, 2–6, 6–4, 6–4, 8–6
3:0, F. López / F. Verdasco vs. T. Berdych / R. Štěpánek, 7–67, 7–5, 6–2
4:0, R. Nadal vs. J. Hájek, 6–3, 6–4
5:0, D. Ferrer vs. L. Dlouhý, 6–4, 6–2

## Místo konání
Finále bylo odehráno v Praze, hlavním městě České republiky. V O2 areně s kapacitou kolem 14 tisíc sedících diváků byl instalován tenisový dvorec s tvrdým povrchem Novacrylic Ultracushion. Použity byly míče značky „Head ATP“.
O2 arena se stala prvním krytým stadionem na světě, v němž proběhly finále Fed Cupu a Davis Cupu během jedné sezóny.

### Významní hosté
Mezistátní utkání bylo jubilejním 100. finálem Davis Cupu. Duelu přihlížela řada tenisových legend, včetně československých vítězů Davisova poháru z roku 1980 Jana Kodeše, Ivana Lendla, Tomáše Šmída, Pavla Složila a nehrajícího kapitána Pavla Kordy. Z bývalých českých reprezentantů byli přítomni František Pála, Karel Nováček, Jiří Novák, Petr Pála, Pavel Vízner, Jana Novotná, Nicole Vaidišová a další. Přítomni byli předsedové tenisových svazů finalistů Ivo Kaderka a José Luis Escaňuela.
Z představitelů veřejného života zápas sledovali prezident republiky Václav Klaus, předseda Ústavního soudu Pavel Rychetský, ministr financí Miroslav Kalousek, ministr školství, mládeže a tělovýchovy Petr Fiala, bývalí členové vlády – premiér Mirek Topolánek a ministři Vladimír Dlouhý, Ivan Langer, Martin Říman a Martin Kocourek, pražský primátor Bohuslav Svoboda, poslanec Pavel Bém a jiní.
Z dalších osobností se na finále dostavili olympijští vítězové Kateřina Neumannová, Jaromír Jágr, Jan Železný a předseda fotbalové asociace Miroslav Pelta.
Mediální odezvu vyvolalo oficiální nepozvání legend Pavla Složila a Martiny Navrátilové na oba finálové zápasy ze strany předsedy Českého tenisového svazu Ivo Kaderky. Po kritice Kaderka oběma bývalým tenistům zaslal osobní pozvání a Složil jej přijal.

## Finalisté

### Česko
Daviscupovému týmu České republiky patřilo v době konání 2. místo na žebříčku ITF. Nehrajícím kapitánem byl Jaroslav Navrátil. V únorovém prvním kole Světové skupiny čeští hráči porazili v ostravské ČEZ Aréně Itálii 4–1. V dubnovém čtvrtfinále přehráli Srbsko shodným poměrem 4–1 v pražské O2 areně, když soupeři chyběl Novak Djoković. V zářijovém semifinále pak český tým vybojoval vítěznou bitvu na buenosaireské antuce, kde si poradil s domácí Argentinou – finalistou z roku 2011, a vítězstvím 3:2 na zápasy postoupil po třech letech do finále.
Nejlepším výsledkem českého družstva v soutěži byl zisk titulu z roku 1980.
| Tenista                                     | Žebříček | Žebříček | Davis Cup | Davis Cup | Sezóna 2012                     | Sezóna 2012             |
| Tenista                                     | dvouhra  | čtyřhra  | dvouhra   | čtyřhra   | tituly                          | finále                  |
| ------------------------------------------- | -------- | -------- | --------- | --------- | ------------------------------- | ----------------------- |
| Tomáš Berdych                               | 6.       | 119.     | 21–11     | 15–1      | Montpellierd, Stockholmd        | Madridd, Winston-Salemd |
| Radek Štěpánek                              | 37.      | 4.       | 11–11     | 14–2      | Australian Open, Miami, Šanghaj | US Open, Tokio          |
| Lukáš Rosol                                 | 113.     | 71.      | 3–0       | 0–0       | Dauhá                           |                         |
| Ivo Minář                                   | 868.     | 189.     | 2–3       | 0–0       |                                 |                         |
| d – dvouhra (v ostatních případech čtyřhra) |          |          |           |           |                                 |                         |

### Španělsko
Daviscupovému týmu Španělska patřilo v době konání 1. místo na žebříčku ITF. Nehrajícím kapitánem byl Àlex Corretja. V únorovém prvním kole Světové skupiny Španělé jako nejvýše nasazení porazili na oviedské antuce Kazachstán hladce 5–0. V dubnovém čtvrtfinále přivítali na antuce v Oropesa del Mar družstvo Rakouska, které zdolali poměrem 4–1. V zářijovém semifinále pak nastoupili opět doma v Gijónu proti Spojeným státům. Na svém povrchu první volby – antuce, zdolali americké tenisty hrající v nejsilnější sestavě 3:1 na zápasy a počtvrté za předešlých pět let postoupili do finále.
Nejvýše postavený hráč Rafael Nadal, který figuruje na 4. místě žebříčku, je dlouhodobě zraněn. Poslední utkání odehrál ve Wimbledonu 2012.
Nejlepším výsledkem španělského družstva v soutěži byl zisk pěti titulů z let 2000, 2004, 2008, 2009 a 2011.

| Tenista                                     | Žebříček | Žebříček | Davis Cup | Davis Cup | Sezóna 2012                                                                                  | Sezóna 2012                               |
| Tenista                                     | dvouhra  | čtyřhra  | dvouhra   | čtyřhra   | tituly                                                                                       | finále                                    |
| ------------------------------------------- | -------- | -------- | --------- | --------- | -------------------------------------------------------------------------------------------- | ----------------------------------------- |
| David Ferrer                                | 5.       | 354.     | 21–4      | 0–0       | Aucklandd, Buenos Airesd, Acapulcod, 's-Hertogenboschd, Båstadd, Valencied, Pařiž – Mastersd | Barcelonad                                |
| Nicolás Almagro                             | 11.      | 352.     | 8–2       | 0–0       | São Paulod, Niced                                                                            | Buenos Airesd, Båstadd                    |
| Marcel Granollers                           | 33.      | 10.      | 1–0       | 2–3       | Řím, Gstaad, Turnaj mistrů                                                                   | Umagd, Acapulco, Barcelona, Umag, Toronto |
| Marc López                                  | —        | 6.       | 0–0       | 1–2       | Indian Wells, Řím, Gstaad, Turnaj mistrů                                                     | Acapulco, Barcelona, Umag, Toronto        |
| d – dvouhra (v ostatních případech čtyřhra) |          |          |           |           |                                                                                              |                                           |

## Program
| Finále Davis Cupu 2012 |                              |                              |                          |      |
| Zápas                  | Česko                        | Španělsko                    | Výsledek                 | Stav |
| Pátek – 16. listopadu  |                              |                              |                          |      |
| 1. dvouhra             | Radek Štěpánek [2]           | David Ferrer [1]             | 3–6, 4–6, 4–6            | 0:1  |
| 2. dvouhra             | Tomáš Berdych [1]            | Nicolás Almagro [2]          | 6–3, 3–6, 6–3, 65–7, 6–3 | 1:1  |
| Sobota – 17. listopadu |                              |                              |                          |      |
| 3. čtyřhra             | Tomáš Berdych Radek Štěpánek | Marcel Granollers Marc López | 3–6, 7–5, 7–5, 6–3       | 2:1  |
| Neděle – 18. listopadu |                              |                              |                          |      |
| 4. dvouhra             | Tomáš Berdych [1]            | David Ferrer [1]             | 2–6, 3–6, 5–7            | 2:2  |
| 5. dvouhra             | Radek Štěpánek [2]           | Nicolás Almagro [2]          | 6–4, 7–60, 3–6, 6–3      | 3:2  |

## Rekordy
Česká republika jako první země v historii vyhrála během jedné sezóny tři ze čtyř nejvýznamnějších týmových soutěží – Davis Cup, Fed Cup a Hopman Cup. Stala se první zemí od triumfu Spojených států v roce 1990, která ovládla v jednom roce Fed Cup i Davis Cup, a to jako třetí stát v historii (po USA a Austrálii) a první evropský stát vůbec. Český tým v Praze neprohrál od roku 1996.
Radek Štěpánek se téměř ve 34 letech věku stal nejstarším hráčem soutěže, který rozhodl o zisku salátové mísy až v pátém utkání, když překonal věkový rekord Ira Jamese Cecila Parka z roku 1912. Naopak David Ferrer byl prvním tenistou ve finále Davisova poháru, který vyhrál obě dvouhry, ale nezískal trofej. O2 Aréna se stala první halou na světě, která hostila v jedné sezóně finále ženské i mužské tenisové soutěže.